# Kõpu (Hiiumaa)
Koordinaten: 58° 55′ N, 22° 13′ O
Kõpu ist ein Dorf (estnisch küla) in der Landgemeinde Hiiumaa (2013 bis 2017: Landgemeinde Hiiu, davor Landgemeinde Kõrgessaare) auf der zweitgrößten estnischen Insel Hiiumaa (deutsch Dagö).

## Beschreibung und Geschichte
Kõpu (deutsch Köppo) hat 35 Einwohner (Stand 31. Dezember 2011). Der Ort liegt auf der gleichnamigen Halbinsel (Kõpu poolsaar).
1565 wurde das Dorf Koppoby erstmals urkundlich erwähnt.
Auf dem sogenannten Kaplimägi (Kapellenberg) stand eine nach 1641 erbaute evangelisch-lutherische Holzkapelle. Sie gehörte zur Kirchengemeinde des 23 km entfernten Reigi. Von ihr sind keine Spuren mehr erhalten. 1887 wurde eine Holzkirche mit 150 Sitzplätzen errichtet. Das Blechdach wurde ihr zum Verhängnis, als am 12. August 1942 ein Blitz einschlug und das Gotteshaus abbrannte.

Steingräber von Kõpu
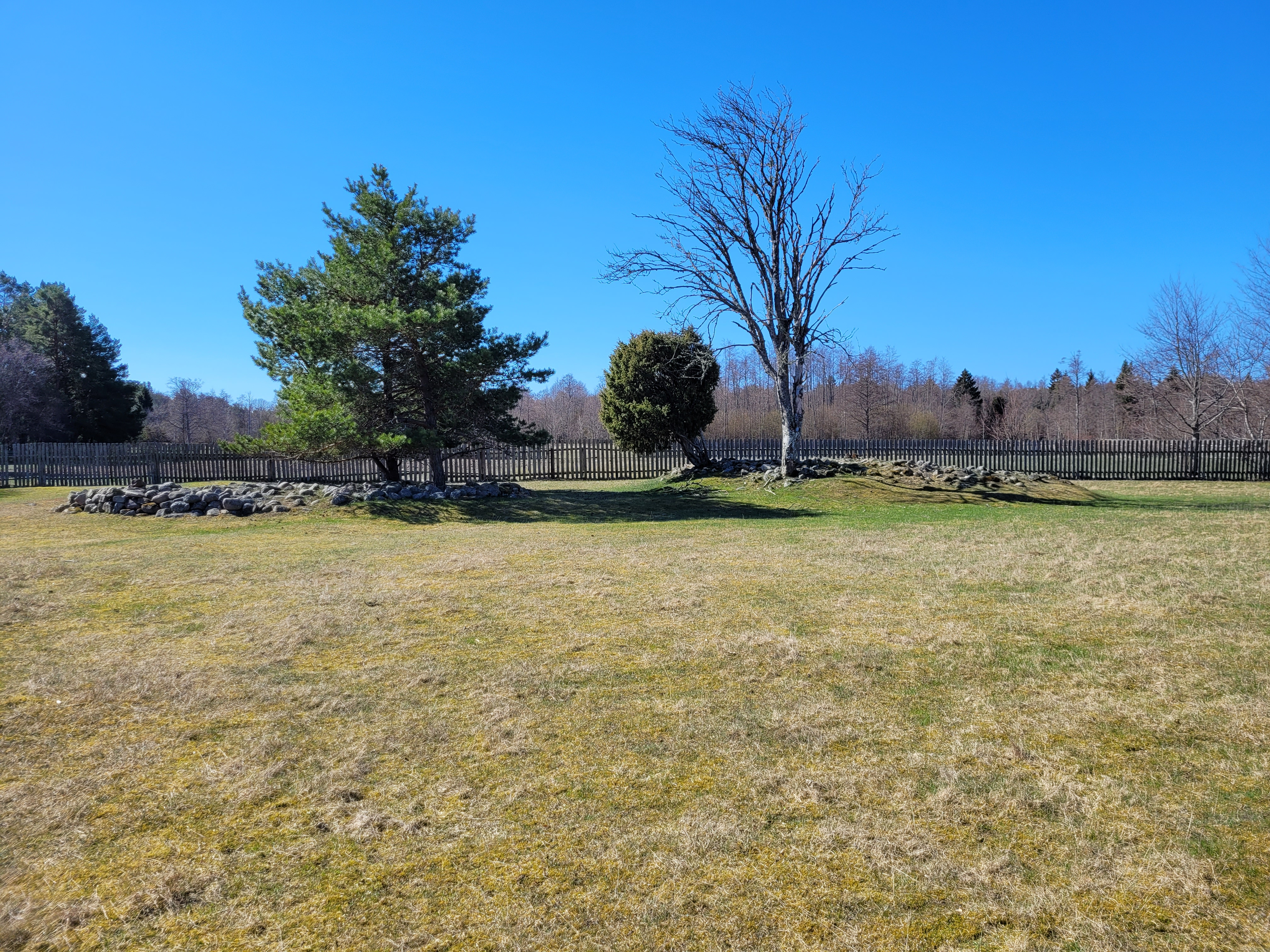

## Orthodoxe Kirche

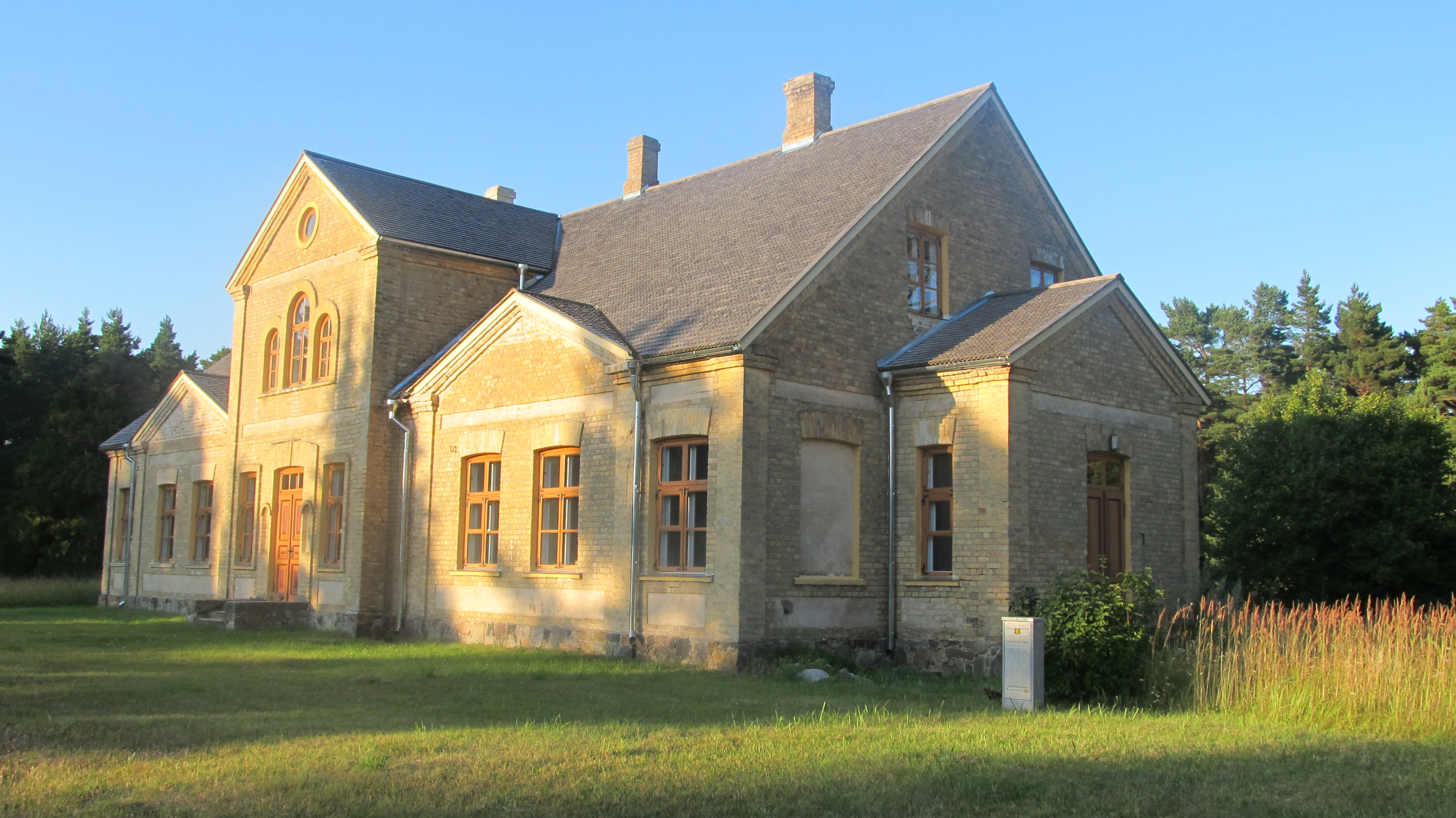
Die ehemalige orthodoxe Kirche. Das Gebäude dient heute als Kulturzentrum.

1907/1908 entstand in Kõpu im Zeichen der Russifizierung Estlands eine orthodoxe Kirche. Sie diente gleichzeitig als Versammlungshaus und Schulgebäude. Der Landwirt Johannes Küttim schenkte der Kirche für den Bau das Grundstück, nachdem das Projekt am Widerstand des örtlichen deutschbaltischen Adels zu scheitern drohte.
Das Gotteshaus wurde im Juni 1909 geweiht. Es diente gleichzeitig als Wohnhaus des Popen.
Mit der sowjetischen Besetzung Estlands wurden die Gottesdienste in Kõpu 1941 verboten. Das Haus stand anschließend leer und verfiel zusehends. Dorfbewohner wollen die Kirchenglocke im Wald vergraben und die Ikonostase versteckt haben. Die beiden Objekte wurde bis heute nicht mehr gefunden.
1957 wurde das Gebäude zum Kulturhaus des Ortes umgestaltet. Der kleine Zwiebelturm wurde abgetragen.
Mit Wiedererlangung der estnischen Unabhängigkeit gab die Landgemeinde 1996 das Gebäude an die Estnische Apostolisch-Orthodoxe Kirche (Eesti Apostlik-Õigeusu Kirik) zurück. Da es in Kõpu nahezu keine orthodoxen Gläubigen mehr gibt, schlossen Kirche und Gemeinde 2004 einen Vertrag. Danach überlässt die EAÕK das Haus kostenfrei für Kultur- und Gemeindeveranstaltungen. Das neoklassizistische Gebäude ist heute gut erhalten. Es steht unter Denkmalschutz.

## Internat
1873 wurde die erste Schule in Kõpu gegründet. Das Gebäude von 1868 beherbergt heute ein staatliches Internat für behinderte Kinder. Das historische Schulhaus wird durch einen Neubau aus dem Jahr 1998 ergänzt.

## „Eiffelturm“

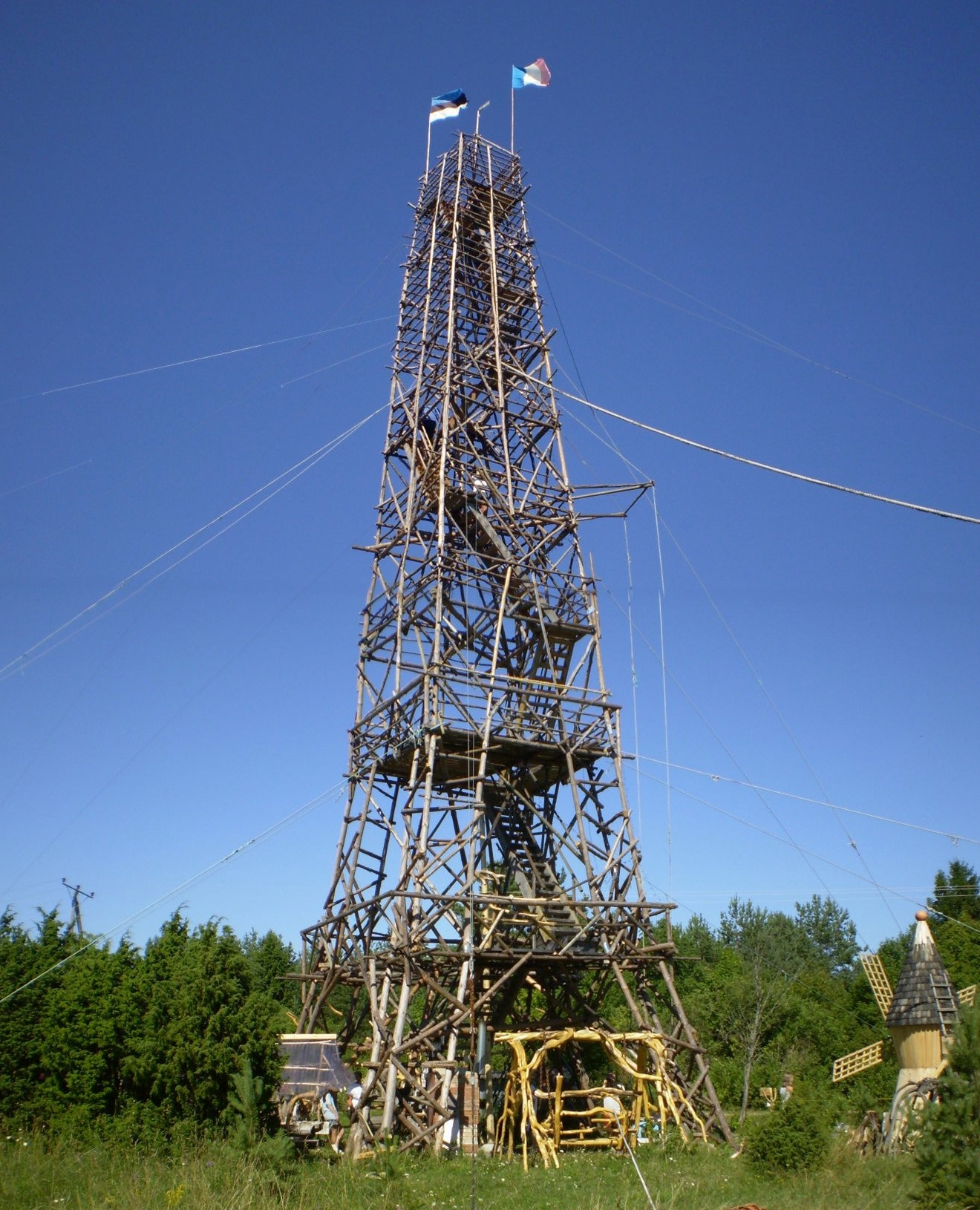
„Eiffelturm“ von Hiiumaa

Auf dem Kaplimägi, der mit 63 Metern zweithöchsten Erhebung Hiiumaas, befindet sich heute eine vom Volksmund scherzhaft „Eiffelturm“ genannte Holzkonstruktion. Sie entstand in den 1990er Jahren auf private Initiative. Von der oberen Plattform bietet sich ein weiter Blick über die Halbinsel und die Ostsee.

## Natur
Zwischen den Dörfern Kõpu und Mägipe erstreckt sich das 2007 in seiner heutigen Form geschaffene Naturschutzgebiet Kõpu (Kõpu looduskaitseala). Es hat eine Fläche von 3063,8 Hektar.
In der Gegend finden sich zahlreiche Findlinge. Am bekanntesten ist der zweitgrößte Findling Hiiumaas, der Kõpu Suurkivi oder Lepistepao rahn. Er hat einen Umfang von 28,4 Metern und eine Höhe von 5,3 Metern.
Archäologen haben bei Kõpu seit 1928 zahlreiche Gräber aus dem Spätneolithikum und der Bronzezeit freigelegt.

## Leuchtturm Kõpu

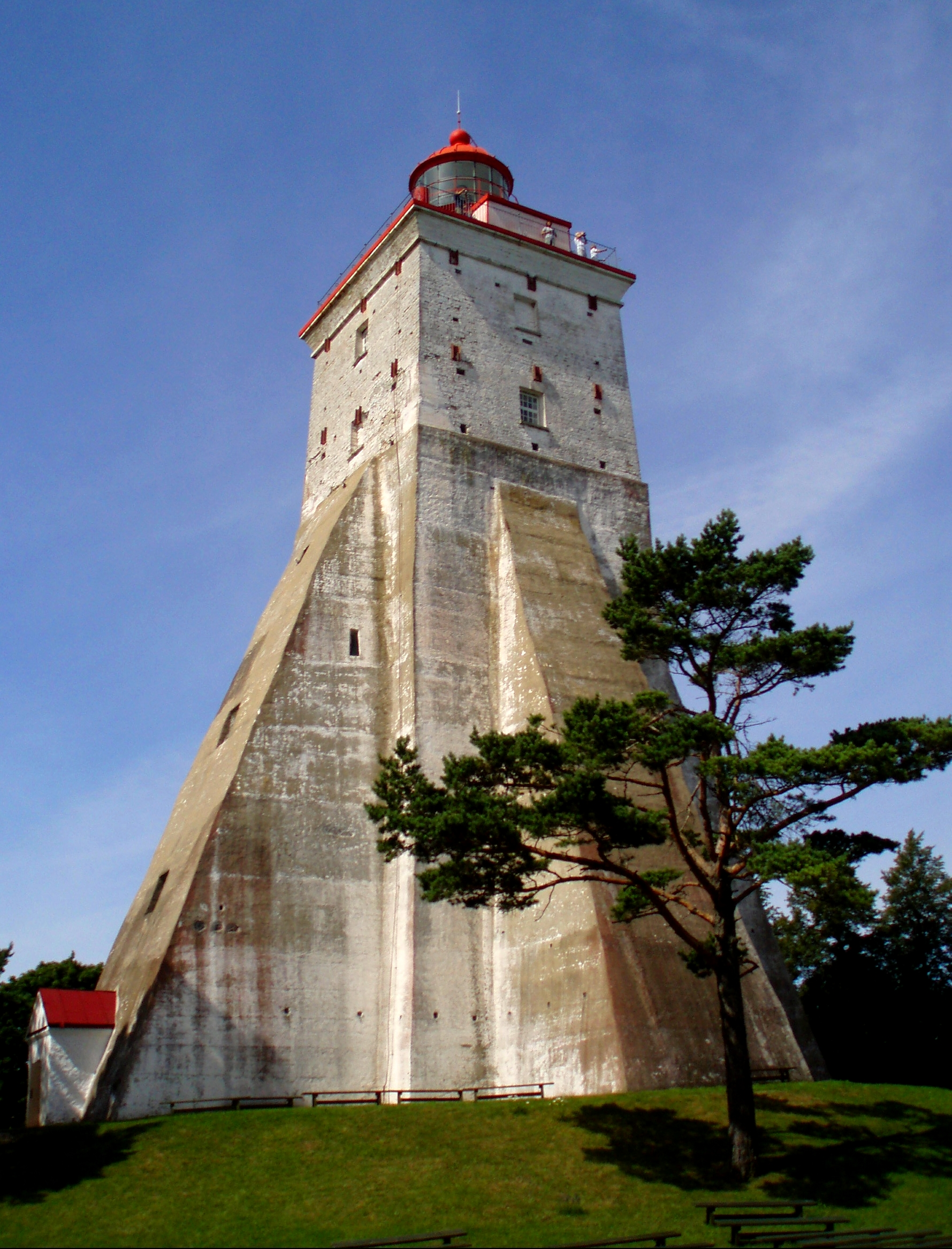
Leuchtturm Kõpu

Nordwestlich des Dorfkerns liegt, bereits auf dem Gelände des Dorfes Mägipe, das Wahrzeichen der Insel Hiiumaa: der mächtige Leuchtturm Kõpu (estnisch Kõpu tuletorn). Er wurde 1531 als erster Leuchtturm in der Ostseeregion erbaut. Sein jetziges Aussehen erhielt er im Jahr 1845.